# مكسر (علم المعادن)
المكسر في علم المعادن هي خاصة من خواص المعادن تحت الدراسة تشير إلى شكل وقوام المعدن عندما ينكسر عند تطبيق إجهاد ميكانيكي عليه.
يختلف المكسر عن الانفصام البلوري، إذ أن الأخير يحدث عند تطبيق الجهد على طول مستويات الانفصام بشكل متوافق مع البنية البلورية للمعدن؛ في حين أن المكسر لا يأخذ تلك النقطة بعين الاعتبار.